# Embargó
Az embargó (a spanyol embargo szóból, ez pedig az embargar „megakadályozni, megállítani, feltartóztatni” igéből, amelynek végső forrása a népi latin *imbarricare „elbarikádozni”) a behajózás, elindulás tilalmát jelenti, átvitt értelemben valamilyen tervezett cselekedet megkezdésének a tiltását. Ilyen cselekedet lehet egy hír közlése, áruk, jellemző módon fegyverek és stratégiai cikkek szállítása, főleg nem baráti országba vagy rendeltetési helyre. A teljes gazdasági embargó alatt álló országok akár totális önellátásra, autarkiára is kényszerülhetnek.

## Embargó alatti országok
- Afganisztáni tálibok – 
ENSZ embargó. 2004. július 7-én az ENSZ biztonsági tanácsának 1390-es és 1526-os határozatát kibővítette egy új szabály. Ennek értelmében az ENSZ feloldotta talibán repülőgépek külföldre repülési tilalmát, a talibán irányítás alá tartozó területekre repülést, és, a talibán kormányzat összeomlása következtében, a tálib külföldi irodák működtetését tiltó rendelkezéseket. A embargó azonban továbbra is befagyasztva tartja a tálibok, Oszáma bin Láden és az al-Káida pénzeszközeit, és továbbra is tiltja a velük kapcsolatos fegyverkereskedelmet.

- Mianmar (Burma) – USA embargó.  1997. május 20-án az amerikai kormány embargót hirdetett Burma ellen, mivel szerinte az széles körben és erőszakosan nyomta el a demokratikus ellenzéket. Az embargó amerikai cégek számára tiltja, hogy új befektetéseket hajtsanak végre Burma területén, illetve hogy részt vegyenek harmadik országok által kezdeményezett befektetési programokban.
- Észak-Korea – USA embargó. 1950-ben a koreai háború miatt lépett életbe. 2000. június 19. után az amerikai cégek, megfelelő engedélyeztetési procedúra után, szabadon exportálhatták termékeiket Észak-Koreába. Az észak-koreai termékek Amerikába való importálását azonban továbbra is tiltják.
- Irán – USA  embargó – Bill Clinton elnök 1995. március 15-én léptette életbe az azóta is hatályban lévő embargót, amely szinte minden kereskedelmi kapcsolatot megtilt. Az embargó okaként Irán „terroristabarát” hozzáállását jelölték meg. Az embargó ellenére 2005 elején a Dick Cheney amerikai alelnök érdekeltségéhez tartozó Halliburton olajvállalat, egy külföldi leányvállalatán keresztül, feltárási munkálatokat végez a Pars földgázmezőn. Irán ellen az 1979-es túszdráma óta volt életben embargó, ám az 1995-ös szigorítás előtt ironikus módon évi 4 milliárd dolláros forgalommal az Egyesült Államok volt Irán legfontosabb kereskedelmi partnere, többek között az iráni nyers kőolajtermelés közel negyedét is az USA vásárolta fel. Az embargó értelmében bármiféle iráni árut tilos az Egyesült Államokba szállítani, kivéve a 100 dollár értéket meg nem haladó ajándéktárgyakat, élelmiszert és szőnyegeket.
- Kínai, moldáviai és örményországi vállalkozások – USA embargó. 2002. május 9-én az amerikai kormány több kínai, moldáviai és örményországi cég ellen hirdetett embargót, mivel ezek az embargó megkerülésével juttattak tiltott technológiát és berendezéseket Iránba. Az embargóval sújtott vállalatok nem adhatnak el termékeket az amerikai kormánynak, nem kaphatnak semmilyen amerikai támogatást, és a létező amerikai exportengedélyüket is visszavonták.
- Kuba – USA embargó. A kubai embargó fenntartásának vagy eltörlésének kérdése fontos szerepet játszik az amerikai belpolitikában. Az amerikai embargó 1960 óta van érvényben, hogy így kényszerítse ki Fidel Castro kubai elnök eltávolítását. 2004. október 28-án az 
ENSZ éves közgyűlése tizenharmadszorra szavazással ítélte el az embargót, 179 igen, 4 nem és egy tartózkodással.

- Libéria – ENSZ.  Az 
ENSZ új szabályozásai Libériával kapcsolatban 2004. június 17-én léptek életbe. Ezek a Libériában állomásozó ENSZ békefenntartók kivételével fegyverkereskedelmi tilalmat hirdetnek, befagyasztják a volt elnök, Charles Taylor, közeli családtagjai, kormányának vezető tisztviselői és más, az ENSZ által kijelöl személyek vagyonát, és betiltják a libériai származású nyersgyémánt, fatermékek és farönkök importálását.

- Ruanda – 
ENSZ embargó. Az 1994-ben kelt 918-as biztonsági tanács határozat értelmében az ENSZ tagállamai nem szállíthatnak fegyvereket Ruandába. Egy évvel később az 1011-es határozat engedélyt ad a ruandai kormány számára szállítandó fegyverekre, de a nem kormányzati szervezetek felé továbbra is tiltja a fegyverkereskedelmet.

- Sierra Leone – 
ENSZ embargó. 2000. július 5-én az 
ENSZ biztonsági tanácsa embargót hirdetett a Sierra Leonéből származó nyers gyémántokra, mivel úgy találta, hogy a lázadók irányítása alatti területekről származó gyémántcsempészet bevételeiből finanszírozzák a véres polgárháborút. 2001. december 19-én ezt az embargót a Sierra Leone-i kormány által eredetbizonyítvánnyal ellátott gyémántok számára feloldották, és 2003. június 5-ig meghosszabbították. Az 1998. január 28-án életbe lépett fegyverkereskedelmi embargó továbbra is hatályban van.

- Szíria – USA embargó. A rendelkezést Libanoni katonai jelenléte és a terrorizmust támogató kormány miatt hozták 2003-ban. Teljes kereskedelmi embargó, jelenleg is hatályban van
- Szudán – 
ENSZ embargó. 2004. július 30-án az 
ENSZ biztonsági tanácsa az 1556-os határozatában fegyverkeresedelmi tilalmat rendelt el a nem kormányzati erők számára, többek között a nyugat-szudáni Dárfúr régióban aktív Janjaweed milícia számára.

- Szudán – USA embargó. Egész országra vonatkozó teljes kereskedelmi embargó 1997 óta. Jelenleg is hatályban van.
- Zimbabwe – USA embargó. Részleges embargó 2003 óta, kifejezetten a farmfoglalástban részt vett kormánytagok ellen irányul, mivel többek között lefoglalja az Amerikában található vagyontárgyaikat. Jelenleg is hatályban van.
- Oroszország - USA / Európai Unió között. Miután 2022. február 24-én az orosz hadsereg megtámadta Ukrajnát, válaszul a NATO tagországok első lépésként a háborúba történő direkt belépés helyett szigorú gazdasági szankciókat léptettek életbe Oroszországgal szemben. Ennek egyik elemeként az USA, az Egyesült Királyság és Dél-Korea a fejlett technológiájú termékekre vonatkozó exporttilalmat vezetett be.[1][2] Az Európai Unió - Magyarország és Szlovákia kivételével - az Oroszországból érkező kőolajszállítás teljes leállítását 2022. december 5-től helyezte hatályba.[3][4][5]

## A közelmúltban feloldott embargók
- Líbia – USA embargó. 2004. szeptember 20-án George W. Bush elnök hivatalosan feldoldotta a Líbia elleni embargót, mivel az ország kiadta a Lockerbie feletti pokolgépes repülőgéprobbantással gyanúsított titkosszolgálati tiszteket, és az áldozatok családait az 
ENSZ-en keresztül kártérítésben is részesítette. A Pan Am 103-as járata 1988-ban robbant fel a skóciai kisváros felett, 270 ember halálát okozva.

- Irak – USA embargó. 1990. augusztus 2-án Irak bevonult Kuvaitba, és George H. W. Bush elnök kihirdette a 12722. számú elnöki rendeletét, amely értelmében teljes kereskedelmi embargó lépett életbe Irak ellen. Annak érdekében, hogy az embargót ne lehessen megkerülni, az embargó az iraki katonai irányítás alatt álló Kuvaitra is vonatkozott. Szaddám Huszein eltávolításával 2003. május 23. után feloldották az iraki kereskedelmi embargót, bár az iraki rezsimtől lefoglalt vagyontárgyakat nem szolgáltatták vissza.